# Quickoffice
Quickofficeとは携帯機器向けのプロプライエタリオフィススイートで、テキストファイルやプレゼンテーション、スプレッドシートを閲覧・編集ができる。Quickword（ワードプロセッサ）、Quicksheet（スプレッドシート）、QuickPoint（プレゼンテーションソフトウェア）で構成される。ソフトウェアはMicrosoft Officeのファイルフォーマットと互換性があるが、OpenDocument標準ではない。
通常はスマートフォンやタブレットで使用されるが、バーンズ・アンド・ノーブルの、Nook ColorなどNook電子リーダーのさらなる上位バージョンでも動作する。
2012年6月5日、Googleは公式ブログにてQuickofficeを買収したことを発表した。